# Aeroporto Internazionale Jorge Chávez
L’Aeroporto Internazionale Jorge Chávez (IATA: LIM, ICAO: SPJC), (Aeropuerto Internacional Jorge Chávez), è il principale aeroporto nazionale ed internazionale del Perù. Si trova a Callao, a 11 chilometri da Lima, la capitale della nazione e a 17 km da Miraflores. Durante il 2018, l'aeroporto ha servito 22.127.752 passeggeri. È dedicato all'aviatore peruviano Jorge Chávez, primo trasvolatore delle Alpi.
In virtù della sua posizione strategica al centro della costa occidentale del Sudamerica, l'aeroporto è diventato un polo importante della regione. Di fatto ha la funzione di hub di collegamento tra le Americhe, l'Asia-Pacifico e l'Europa. Grazie a tale caratteristica, nel corso degli anni l'aeroporto Jorge Chávez ha prodotto una crescita notevole sia nel numero di passeggeri, che nella quantità di merci e di posta.
Dal 2009 al 2013 ottenne il premio World Travel Awards come miglior aeroporto del Sudamerica per 5 anni consecutivi. Fu anche scelto, dalla Skytrax Research, come Miglior Aeroporto del Sudamerica tutti gli anni dal 2009 al 2015, nel 2019 e nel 2020. Attualmente è la sede per il Sudamerica della compagnia aerea LATAM Perù.
In previsione di un maggior numero di collegamenti con le città americane ed europee, sono in corso specifici lavori di ristrutturazione tra cui la costruzione di una seconda pista d’atterraggio, una nuova torre di controllo e la costruzione di un nuovo terminal.

## Storia
Venne ideato nel 1960 per sostituire il vecchio aeroporto Limatambo, situato nel quartiere di San Isidro, ormai circondato da nuove aree residenziali. Il suo nome deriva dal pioniere dell'aviazione peruviano Jorge Chávez Dartnell, il primo uomo ad attraversare nel 1910 le Alpi con un monoplano. Venne ufficialmente inaugurato il 30 dicembre 1965. Era considerato ai suoi tempi come uno degli aeroporti più moderni dell'America Latina. Nei successivi 35 anni, il terminal non ha subito grandi modifiche nella sua infrastruttura, salvo isolate ristrutturazioni e ampliamenti circoscritti.
Nel 2001, il governo peruviano ha affidato la gestione dell'aeroporto alla società Lima Airport Partners (LAP), un consorzio statunitense-tedesco, forti di un progetto di espansione e ammodernamento. Al 2009 il capitale sociale della LAP è controllato da tre prestigiose istituzioni internazionali: la Fraport AG, con il 70,01% del capitale, dall'International Finance Corporation (membro del gruppo Banca mondiale), con il 19,99%, e dal Fondo per gli investimenti Infrastrutturali, Utilities e risorse naturali, gestito da AC Capitales SAFI SA, per il restante 10%. Il Fraport AG è una rinomata azienda tedesca che gestisce diversi aeroporti in diverse città: Francoforte (Germania), Nuova Delhi (India), Cairo (Egitto), Riyadh (Arabia Saudita). Lo scalo di Lima è l'unico che la Fraport gestisce in America Latina.

## Opere e progetti
Al fine di dotarlo di infrastrutture di livello internazionale, la Lima Airport Partners ha commissionato un progetto per l'ampliamento e la ristrutturazione del terminal passeggeri presso i più importanti studi di architettura, con sede in diversi continenti, tra cui New York, Miami e Los Angeles (USA), Parigi (Francia), Hong Kong e Shanghai (Cina), Dubai (UAE), San Paolo (Brasile) e Lima (Perù). Dopo la stesura del "master plan" i primi lavori iniziarono nel 2001. Nel febbraio 2005 venne conclusa la prima fase di ristrutturazione del terminal, che comprendeva il rinnovamento completo delle infrastrutture esistenti, la costruzione del centro commerciale Plaza Perù, e il nuovo progetto dei 18 gate, sette dei quali dotati di ponti di imbarco.
Nel giugno 2007 venne aperto l'Hotel a 4 stelle "Costa del Sol Ramada". È direttamente collegato al terminal passeggeri con un ponte pedonale sopraelevato. Nel gennaio 2009 venne inaugurata la seconda fase di ristrutturazione, che comprendeva l'espansione della zona di concorso e l'installazione dei 12 ponti di imbarco aggiuntivi a sette già esistenti, per un totale di 19.
Il terminal passeggeri, si sviluppa, dal 2009, su una superficie di 84.570 m² (nel 2001 era di 39.467 m²). La zona commerciale comprende 63 negozi, è dotata di diversi tapis roulant, e cinque nastri per la raccolta dei bagagli dei passeggeri disponibili nell'area internazionale.
Sia nell'area internazionale che nell'area di migrazione sono disponibili 16 Check In e 22 punti di controllo in arrivo/partenza. La piattaforma per il parcheggio degli aeromobili è stata incrementata di 304,881 m² (nel 2001 era 165 000 m²) e la ristrutturazione della torre centrale degli uffici rende l'aeroporto più moderno e funzionale. Nel 2009 lo spazio commerciale venne incrementato di oltre 1.800 m².
Venne aggiunto presso il molo nazionale, un nuovo VIP Lounge, mentre al molo internazionale venne aperto un Salon S.p.A. Nel corso del 2010 gli investimenti si sono concentrati sull'espansione dell'aeroporto e sulle opere di manutenzione delle piste di decollo.
Nel 2011, venne installato un nuovo radar in grado di intercettare i voli anche in presenza di una pesante copertura nuvolosa, caratteristica comune nella zona in cui si trova l'infrastruttura. Aprirà inoltre un nuovo centro di controllo, un simulatore, e una scuola di formazione per piloti.
L'aeroporto è stato inoltre fornito di uno strumento moderno: il Landing System (ILS), di Categoria III per ricevere voli a visibilità zero, rendendo l'aeroporto una dei più sicuri al mondo. Nel 2014 è in progetto la costruzione di una seconda pista, parallela alla presente. Il terreno adiacente è in fase di esproprio da parte del Ministero dei Trasporti e delle Comunicazioni del Perù. Quando il lavoro verrà completato, l'aeroporto internazionale Jorge Chávez sarà dotato anche delle piste 15L e 15R.

## Infrastrutture hotel e commerciale
Hotel "Ramada Costa del Sol". Inaugurato il 12 giugno 2007 si trova di fronte alla torre dell'aeroporto e si compone di cinque piani, che comprendono: un ristorante di 70 posti, un caffè, un bar, un centro benessere, sale da biliardo, una palestra, un parrucchiere, un centro d'affari e conferenze. L'edificio è coperto di pannelli fonoassorbenti che isolano il rumore degli aerei.
Mall Plaza. Costituito da una serie di negozi e ristoranti situati nel Terminal Passeggeri prima della zona di imbarco. Questi negozi sono forniti dei tipici prodotti peruviani come l'artigianato, l'argento, i tessuti di alpaca, i prodotti in pelle, e una vasta gamma di profumi, liquori, cioccolato, riviste e altri oggetti. Il centro ospita anche negozi di alimentari, una banca, telefoni pubblici, bancomat e un salotto.
Duty Free. È situato dopo il gate di controllo bagagli. Uno dei concessionari è la società internazionale dedicata al commercio libero, 'Aldeasa'. In questi negozi si possono acquistare marche di abbigliamento di lusso, tra cui Lacoste, Tommy Hilfiger, Timberland ed Esprit.

## Servizi passeggeri
Trasporti - Il principale mezzo di trasporto tra l'aeroporto e la città di Lima è il taxi, tra l'altro molto economico. Per la sicurezza si consiglia di prendere solo le imprese di taxi autorizzate alla zona arrivi internazionali. È inoltre possibile noleggiare un'auto, contattando le aziende situate presso il gate arrivi internazionali.
Informazioni turistiche - Per le informazioni turistiche e per l'assistenza sono disponibili i moduli iperú, presso i gates Arrivi / Partenze Nazionali ed Internazionali.
VIP lounge - L'aeroporto dispone di diverse sale per il riposo dei passeggeri: il Salon "VIP Perú": Per il grande pubblico. Ingresso solo con carte di credito. Il Lounge "VIP Club": Per i passeggeri di prima classe invitati dalle compagnie aeree. La Hall "Sumaq VIP Lounge": Per i passeggeri di classe business e prima classe. La Sala degli Ufficiali: Per le autorità impiegate nell'aeroporto. Nel 2010 e per il secondo anno consecutivo, la sala "Sumaq VIP Lounge", appartenente alla catena internazionale di saloni "Priority Pass" è stata premiata con il titolo "The Show", sulla base di una scelta effettuati dagli utenti di tale catena.
Guida per disabili - Le strutture aeroportuali sono progettate per fornire i servizi necessari a tutti gli utenti, in conformità alle disposizioni del Regolamento Nazionale delle Costruzioni. Gli ascensori, le cabine telefoniche, il parcheggio, i servizi igienici, le rampe di accesso, sono facilmente raggiungibili. L'aeroporto è dotato anche di un servizio per l'affitto di sedie a rotelle.
Emergency Medical Service - Attivo 24 ore su 24 grazie alle seguenti istituzioni: Air Salute - Agenzia del Ministero della Salute. Fornisce i servizi medici gratuiti ai passeggeri ed è situato nella zona arrivi nazionali di primo livello. Chiave Care - Medico Servizio di ambulanza per spedizioni di emergenza.